# Brocacef Groep
Brocacef Groep NV, kortweg Brocacef is een groep van ondernemingen in de farmaceutische industrie en gevestigd in Maarssen. Het is ontstaan in 1970 na een fusie van Amsterdam Chemie Farmacie NV en Brocades Stheeman NV. Sinds 1995 is het bedrijf aangesloten bij PHOENIX Group.

## Activiteiten
Brocacef Groep is een groep van ondernemingen, actief op het gebied van de gezondheidszorg. Naast de distributie van geneesmiddelen en medische producten verzorgt het de ontwikkeling en uitwerking van apotheek- en farmaceutische zorgconcepten. Bij het bedrijf werken ruim 4500 medewerkers. Er zijn vier distributiecentra voor de levering aan apotheken, apotheekhoudende huisartsen, zieken- en verpleeghuizen en consumenten. Het bedrijf is bijna uitsluitend actief in Nederland, slechts een klein deel van de omzet wordt in het buitenland gerealiseerd.
Onder de vlag van Brocacef vallen onder andere een groothandel en de apotheekketen BENU. In december 2014 maakte het bedrijf bekend Mediq Apotheken over te nemen. Brocacef kreeg medio 2016 toestemming van de Autoriteit Consument en Markt (ACM) voor deze overname, maar onder voorwaarde dat groothandel Distrimed en 89 apotheken worden afgestoten. Met deze gedwongen verkoop wil ACM de keuzemogelijkheden voor ziekenhuizen en consumenten veilig stellen. Van de ongeveer 2000 apotheken in Nederland zijn er na de overname ongeveer 500 verbonden aan Brocacef. Alle apotheken gaan verder als BENU Apotheek. In januari 2018 had het bedrijf 271 apotheken volledig in eigendom en verder aandelenbelangen in 51 apotheken en twee poliklinische apotheken. De groothandel levert veruit de grootste bijdrage aan de omzet.
Het bedrijf is onderdeel van het Duitse bedrijf PHOENIX en het Amerikaanse bedrijf McKesson. PHOENIX heeft met 55% van de aandelen de meerderheid in handen. Het bedrijf heeft een gebroken boekjaar dat loopt tot 31 januari.

## Overname Phoenix
In 1995 breidde de Duitse farmaceutische groothandelsorganisatie PHOENIX haar aandelenbelang fors uit. In 1990 vormde ACF en dochteronderneming Schulze een samenwerkingsverband en de laatste kreeg een aandelenbelang van 19% in ACF. PHOENIX kocht in 1995 extra aandelen en kreeg daarmee 61% in handen. ACF had in 1994 een omzet van 1,4 miljard gulden en een marktaandeel van net geen 25% in Nederland.
PHOENIX is zelf ook het resultaat van een samenwerkingsverband dat in 1992 gevormd werd doordat vier Duitse medicijngroothandels gingen samenwerken. Hierdoor ontstond de grootste marktpartij in het land met een marktaandeel van 30% en een jaaromzet van ongeveer 10 miljard gulden. De onderneming was toen ook al actief in Frankrijk, Italië, Oostenrijk, Polen, Tsjechië en Hongarije.